# Maarn

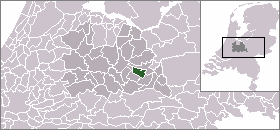
Maarns läge

Maarn är en historisk kommun i provinsen Utrecht i Nederländerna. Kommunens totala area är 25,34 km² (där 0,18 km² är vatten) och invånarantalet är på 5 958 invånare (2005).